# Guardamonte (armas de fuego)

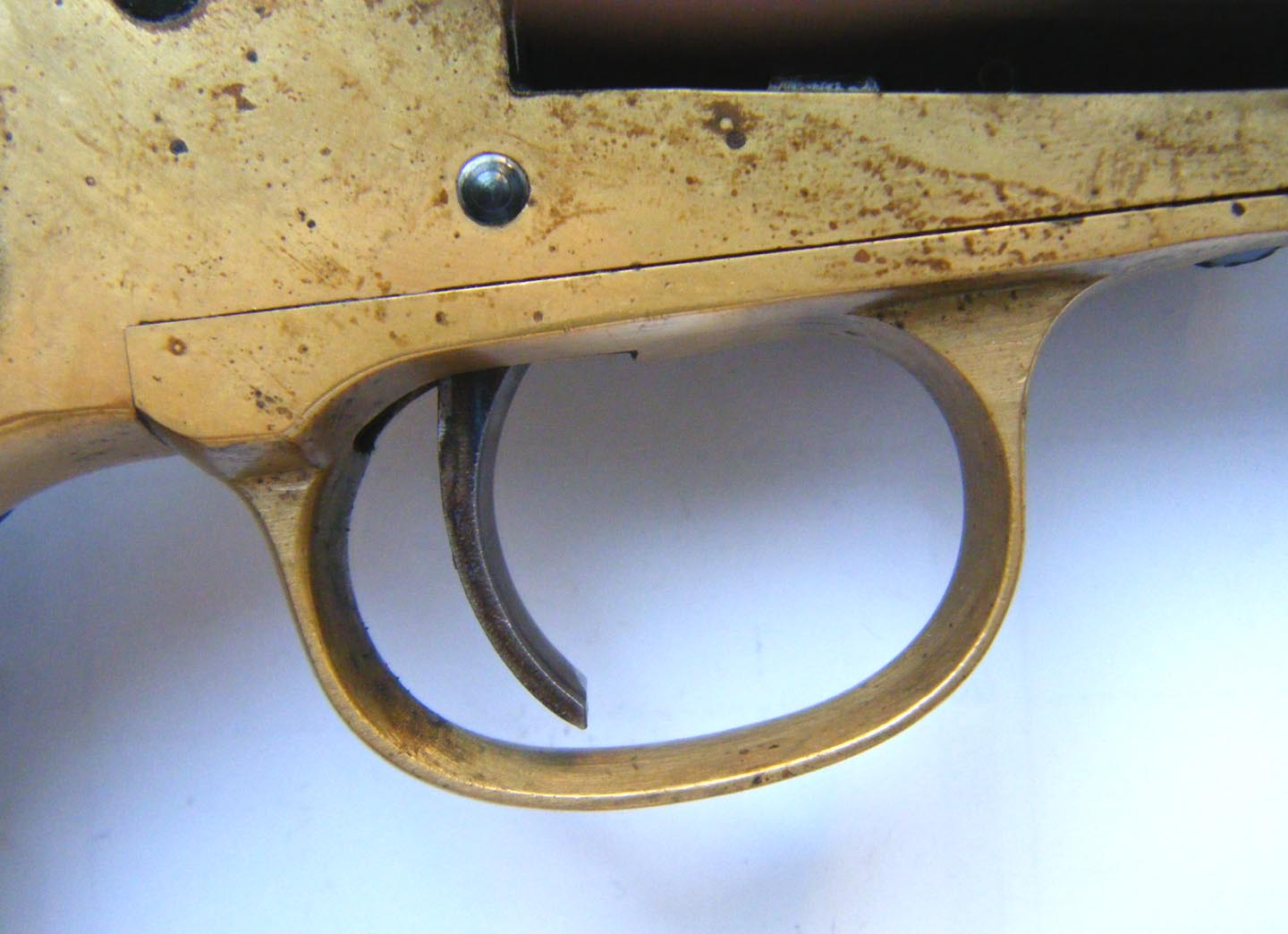
Guardamonte de un revólver.

Un guardamonte es una parte que rodea al disparador (gatillo) en un arma de fuego, protegiéndolo de un disparo accidental.
Algunos fusiles de asalto pueden tener el guardamonte retirado o reposicionado para no perjudicar el disparo con guantes, por ejemplo en condiciones árticas. 
Otros dispositivos como inhaladores, ballestas y herramientas eléctricas también pueden poseer guardamontes.